# Рисмондо, Франческо
Франческо Рисмондо (15 апреля 1885, Сплит — предположительно 10 августа 1915, Гориция) — итальянский военный австрийского происхождения, герой Первой мировой войны, образ которого впоследствии занял важное место в итальянской фашистской пропаганде.
Родился в Далмации, в то время входившей в состав Австро-Венгрии, в богатой семье (его отец был владельцем судоходной компании). С юных лет занимался спортом, который рассматривал как средство воспитания одновременно патриотизма и дисциплины. Увлекался ездой на велосипеде и возглавлял велосипедный клуб Сплита. Изучал экономические науки в университете Граца, затем проходил практику в Великобритании, после чего работал в компании «Società di Navigazione Dalmazia», принадлежавшей его отцу.
В 1915 году, за несколько дней до вступления Италии в Первую мировую войну на стороне Антанты, вместе со своей молодой супругой под чужим именем бежал в Королевство Италия, а 16 июня поступил добровольцем на службу в Королевскую итальянскую армию, чтобы сражаться против войск Австро-Венгрии. По причине владения немецким языком его первоначально определили переводчиком при штабе, однако Рисмондо настаивал на отправке непосредственно на фронт и в итоге был определён в 8-й велосипедный батальон VIII полка берсальеров, после чего отправлен на фронт в районе плато Карст, где отличился в бою при Монте-Сан-Микеле (21 июля).
Обстоятельства его смерти не установлены до сих пор: по некоторым данным, он был ранен в сражении при Опатье-Село и попал в плен к австрийцам. Согласно наиболее распространённой версии, австрийцами он был признан дезертиром и казнён на виселице в районе Гориции 10 августа того же года; согласно другим, вместе с другими пленными предпринял попытку бежать из плена во время атаки итальянской армии и был заколот штыками австрийскими охранниками в местном аббатстве. Не было обнаружено ни его тела, ни каких бы то ни было документов о его смертном приговоре.
После окончания войны возобладала версия о мученической кончине Рисмондо на виселице, он был посмертно награждён Серебряной медалью за отвагу на войне, а после прихода к власти фашистов его образ героя-националиста активно использовался в пропаганде; уже в 1923 году в его честь была открыта мемориальная доска в Задаре, а его вдове определена пожизненная персональная пенсия.